# Pedro de Rojas y Acevedo
Pedro de Rojas y Acevedo o bien Pedro de Roxas Acevedo fue un oficial español y terrateniente en Buenos Aires durante el Virreinato del Perú.

## Biografía
Nació en Garachico, en la isla de Tenerife (Islas Canarias), arribando al puerto de Buenos Aires en 1612 desde Cádiz. Rojas casó con María de Vega, hija de Diego de Vega. Sus hijos Tomás de Roxas y Amador de Roxas fueron también militares.
Rojas y Acevedo fue alcalde ordinario, regidor y teniente de gobernador de Buenos Aires. Recibió vastas extensiones de tierra en Buenos Aires, considerándoselo uno de los hombres más acaudalados de su época.